# Сягозеро (озеро, Карелия)
Сягозеро — пресноводное озеро на территории Юшкозерского сельского поселения Калевальского района Республики Карелии.

## Общие сведения
Площадь озера — 3,1 км², площадь водосборного бассейна — 43,4 км². Располагается на высоте 131,0 метров над уровнем моря.
Форма озера лопастная, продолговатая: оно вытянуто с северо-запада на юго-восток. Берега преимущественно заболоченные.
Через озеро протекает река Норва, впадающая в реку Кемь.
По центру озера расположен один относительно крупный (по масштабам водоёма) остров без названия.
Код объекта в государственном водном реестре — 02020000911102000006022.